# Medonina
Medonina es una subtribu de coleópteros polífagos estafilínidos (Staphylinidae). Se distribuyen por el Paleártico (excepto zonas polares), la región indomalaya y la Wallacea.

## Géneros
Se reconocen los siguientes:
- Acanthoglossa
- Achenomorphus
- Achenopsis
- Argoderus
- Cephisella
- Charichirus
- Coimedon
- Deroderus
- Ecitocleptis
- Ecitomedon
- Eusclerus
- Exomedon
- Gourvesia
- Granimedon
- Hexamedon
- Hypomedon
- Isocheilus
- Labrocharis
- Leiporaphes
- Lithocharis
- Luzea
- Lypeticus
- Malaisomedon
- Malayanomedon
- Medomonista
- Medon
- Monocharis
- Myrmecomedon
- Neomedon
- Neopimus
- Neosclerus
- Nesomedon
- Ophiomedon
- Ophioomma
- Orsunius
- Pachymedon
- Parascopaeus
- Perierpon
- Pseudomedon
- Sciocharis
- Scioporus
- Scopobium
- Stilocharis
- Stilomedon
- Suniotrichus
- Sunius
- Surdomedon
- Thinocharis
- Trisunius
- Xenomedon